# Dealu Pădurii
Dealu Pădurii – wieś w Rumunii, w okręgu Ardżesz, w gminie Cotmeana. W 2011 roku liczyła 137 mieszkańców.